# Schweizerische Nordostbahn
La Schweizerische Nordostbahn (acronimo NOB), in italiano Ferrovia svizzera del nord-est, è stata una compagnia ferroviaria della Svizzera fondata a Zurigo nel 1853 e confluita nel 1903 nelle Ferrovie Federali Svizzere (FFS/SBB/CFF).

## Storia
La Schweizerische Nordostbahn ebbe origine nel 1853 dalla fusione della precedente compagnia Schweizerische Nordbahn (SNB), con le Bodensee- und Rheinfallbahnen (Ferrovie del lago di Costanza e delle cascate del Reno) dietro iniziativa dello zurighese Alfred Escher.
La compagnia ferroviaria divenne in tal modo l'operatore diretto del collegamento Zurigo-Lago di Costanza via Romanshorn. In seguito a ciò entrò in concorrenza diretta con le Ferrovie Svizzere Unite (Vereinigte Schweizerbahnen - VSB) con la sede principale in San Gallo.
Il pittoresco villaggio di Romanshorn si sviluppò, grazie alla NOB, divenendo il più importante nodo di trasporto della Svizzera orientale. Nel 1855 la NOB intraprese l'attività di navigazione lacustre sul Lago di Costanza e, nel 1869, di traghettamento ferroviario tra Romanshorn e Friedrichshafen, in Germania con conseguente potenziamento delle stazioni e del porto.
Nel 1858 venne completata la linea da Baden, via Brugg, per Aarau con cui venne connessa alla rete della Schweizerische Centralbahn, (SCB) collegando infine anche Zurigo e Basilea. Tra 1870–1875 la NOB, in compartecipazione con SCB, costruì la Bözbergbahn, con il suo tunnel di 2.526 m ed anche, nel 1882, l'accesso alla Ferrovia del Gottardo da Brugg a Immensee, (Aargauische Südbahn).
Successivamente vennero assorbite altre società concorrenti; in tal modo le linee, Zurigo - Affoltern - Luzern, e Singen - Zofingen si trovarono in diretta concorrenza con la Ferrovia nazionale svizzera (Schweizerische Nationalbahn, SNB) ma tali progetti si rivelarono disastrosi economicamente. Dopo la morte di Alfred Escher, la direzione della compagnia venne presa da Adolf Guyer-Zeller. Seguì un periodo difficile, con scioperi massicci del personale che chiedeva migliori condizioni retributive e di lavoro, che culminò con la statalizzazione delle ferrovie; il 1º gennaio 1902 la compagnia Schweizerische Nordostbahn, con la sua rete di 853 km di binari e la flotta lacustre del Lago di Costanza, entrò a far parte delle nuove Ferrovie Federali Svizzere (FFS).

## Materiale rotabile
Nel 1882 la società possedeva 142 locomotive a vapore, 488 carrozze e 2400 carri merci.

## Compagnie incorporate
- SNB: Schweizerische Nordbahn, 9 agosto 1847 – 30 giugno 1853
- Bodensee- und Rheinfallbahnen, 28 gennaio 1853 – 30 giugno 1853

## Compagnie acquisite
- BR: Bülach-Regensberg Bahn, 1º maggio 1865 – 31 dicembre 1876
- SG: Bischofszeller Bahn, 1º febbraio 1876 – 31 luglio 1885
- EH: Effretikon-Wetzikon-Hinwil Bahn, 17 agosto 1876 – 31 dicembre 1885
- ZZL: Zürich-Zug-Luzern Bahn, 1º giugno 1864 – 31 dicembre 1891